# Mard (film)
 (novembre 2024).
Si vous disposez d'ouvrages ou d'articles de référence ou si vous connaissez des sites web de qualité traitant du thème abordé ici, merci de compléter l'article en donnant les références utiles à sa vérifiabilité et en les liant à la section « Notes et références ».
 (novembre 2024).
Pour plus de détails, voir Fiche technique et Distribution.
Mard signifie Homme, est un film d'action indien de 1985 en hindi, réalisé par Manmohan Desai . Avec Amitabh Bachchan et Amrita Singh. Le film a été refait en tamoul sous le nom de Mavieran. Amitabh Bachchan a été nommé pour le Filmfare Award du meilleur acteur. Mard a été le deuxième film le plus rentable de l'année. Le huitième film le plus rentable des années 1980 (1980 à 1989). De plus, une fois ajusté à l'inflation, Marad est l'un des films les plus rentables sortis pendant Diwali, avec ses revenus nets dépassant actuellement Rs 450 crore.

## Synopsis
Les événements du film commencent en Inde au début du XXe siècle, alors que le pays était encore sous domination britannique. Raja Azad Singh déjoue une tentative de pillage d'un fort indien par des soldats britanniques et récupère les bijoux volés. Sa femme, Rani Durga, a donné naissance à un fils nommé Raju, et Raju l'a nommé « mard » (homme), qui symbolise la force et le courage. Lady Helena, une Anglaise sympathique, découvre les atrocités des soldats, ce qui l'amène à les réprimander.
Les officiers anglais, le général Dyer et l'inspecteur Simon, accompagnés du médecin local Harry, conspirent pour arrêter le Raja. Hari drogue Raja, ce qui conduit à son arrestation et à son emprisonnement. Rani Durga réussit à s'échapper mais est abattu et leur cheval transporte le bébé Raju dans un orphelinat. La femme du forgeron adopte Raju et Rani Durga perd sa capacité de parler et devient blanchisseuse. Harry a été nommé shérif pour sa trahison.
Raju grandit fort et travaille comme chauffeur de Tanuja. Il confronte la fille de Harry, Ruby, à propos de son comportement imprudent, qui la conduit à tomber amoureuse de lui. Harry et le général Dyer démolissent un bidonville, mais Raju rallie les habitants pour qu'ils résistent. Mme Helena intervient, arrête la démolition et libère Raju de son arrestation. Les tentatives d'Harry pour soudoyer Raju et l'éliminer échouent.
Danny, le fils du général Dyer, dirige des opérations néfastes, notamment des camps de sang, du travail forcé et l'emprisonnement de Raja Azad Singh. Raju découvre la lignée de son père et envisage de le sauver. Danny arrête et tue les parents adoptifs de Raju, incitant Raju à attaquer le camp. Danny piège Raju et organise un combat de lutte entre Raju et son père. Ils se reconnaissent pendant le combat et se retournent contre leurs ravisseurs.
Dans la bataille finale, Raju et Raja battent les méchants, sauvent Lady Helena et Rani Durga et assurent la chute de Harry, Danny et de leurs compagnons. Le film se termine avec le retour de Raju et Ruby chez les parents de Raju, symbole de l'aube du mouvement indépendantiste indien.

## Fiche technique
- Titre original : Mard
- Titre original en hindi : मर्द
- Langues : Hindi, Ourdou, Anglais
- Réalisateur : Manmohan Desai
- Pays d'original :  Inde |  Royaume-Uni
- Durée : 175 min
- Dates de sortie :
  -  Inde : 8 novembre 1985
  -  Royaume-Uni : 9 novembre 1985
  -  France : 12 janvier 2018 au VHS et DVD

## Distribution
- Amitabh Bachchan : Raju Singh / Tangwala Mard
- Amrita Singh : Ruby
- Dara Singh : Raja Azad Singh
- Nirupa Roy : Rani Durga
- Prem Chopra : Dr Hari
- Kamal Kapoor : général Dyer
- Bob Christo : l'inspecteur Simon
- Satyendra Kapoor : forgeron (le mari de Jamona)
- Manek Irani : Zbyszko (comme Manek Irani)
- Seema Deo : Jamuna
- Dan Danoa : Danny Dyer
- Joginder, Joginder Shelly : danseur de rue « Jakku Rakhi Sayan ».
- Kirti Kumar : Shamsher (apparition en tant qu'invité)
- C.S. Dubey : Lalaji (père du marié) (non-crédité)
- Helena Locke : Lady Helena (non mentionnée)
- Shivraj : prêtre (non mentionné)

## Lieux de tournage
Mard a été filmé principalement à Ooty (près de l'emplacement des terrains de golf d'Hindustan Photo Films) et dans divers endroits du Karnāṭaka, comme le Lalitha Mahal à Mysore et le palais de Bangalore.